# Gifted.
「Gifted.」（ギフテッド）は、BE:FIRSTの楽曲。1作目のCDシングルとして、2021年11月3日にB-MEから発売された。

## 概要
BMSG企画のオーディション番組『THE FIRST』から誕生した7人組ボーイズグループ「BE:FIRST」のデビューシングルである。
2021年11月1日に先行配信が開始され、同日20:00からはミュージックビデオがBE:FIRSTの公式YouTubeチャンネルでプレミア公開された。同月3日にはBMSGとエイベックス・エンタテインメントの共同レコードレーベル「B-ME」からCD+DVD盤A（ライブドキュメント収録）、CD+DVD盤B（ミュージックビデオ収録）、CD初回生産限定盤の計3形態でリリースされた。

## 解説
表題曲の「Gifted.」は、『THE FIRST』のテーマ曲である「To The First」を制作したSKY-HIとRyosuke "Dr.R" Sakaiによって手掛けられた。タイトルにはメンバー自身がギフテッドというアティチュードに加え、生まれてきた誰もが皆ギフテッドであるというメッセージが込められている。これまで発表された「Be Free」「Move On」「Shining One」が所属事務所BMSGの頭文字となっており、「Gifted.」はBMSGの"G"にあたる。また、曲名の最後に打たれた".（ドット）"は、『THE FIRST』4部作の締めくくりを意味している。さらに、曲名の文字数は当時の楽曲のパフォーマンス人数となっており、「Gifted.」はBE:FIRSTメンバー7人の7文字であり、"."が加えられたことで7人のBE:FIRSTが完成したことを意味している。振付はマドンナやテイラー・スウィフトなど世界的アーティストとの共演経験も持つダンサーの有働真帆が担当。有働は、メンバーのRYOKIが代演ナビゲーターを務めた2021年12月31日放送のJ-WAVE『START LINE』内のコーナー「Citroën AWESOME COLORS」にリモート出演した際、曲を初めて聴いたときに感じた壮大さや大人っぽさ、繊細さ、力強さをイメージして製作したと語っている。また、グループ一のダンススキルを持つメンバーのSOTAも製作段階で有働とディスカッションを行うなど骨組み作りに参加している。
2曲目に収録された「Kick Start」は、『THE FIRST』の合宿クリエイティブ審査で使用されたマット・キャブとMATZにより作られたトラックを再び使用し、メンバー7人が新たにメロディーと歌詞を考案した楽曲。振付はSOTAを中心に、他のメンバーも参加して製作された。10月6日に先行配信され、同月13日発表のオリコン週間デジタルシングル（単曲）ランキングでは1位、Billboard Japan Download Songsでは2位を記録した。
3曲目の「First Step」はSKY-HI、☆Taku Takahashi、レーベルメイトのNovel Core、『THE FIRST』にも参加し、BMSGとソロ・アーティストとして契約されたAile The Shotaによって製作された。

## 記録
2021年11月10日発表のオリコン週間デジタルシングル（単曲）ランキングでは初登場1位を獲得し、「Shining One」「Kick Start」に続く自身通算3作目の1位となった。また、オリコン週間ストリーミングランキングでも初登場1位を獲得し、アーティスト別週間再生数記録はBTS、LiSAに次ぐ歴代3位となった。なお、通算2作の「同一アーティスト・作品の週間デジタルランキング2冠」は、Official髭男dismに続き、史上2組目の達成となる。
同日公開のBillboard JAPAN総合ソング・チャート JAPAN HOT 100でも、ラジオ、ダウンロード、ストリーミング、動画再生の各部門で4冠を果たし、初登場で総合首位を制した。

## 収録曲

### A盤 (CD+DVD)
| #  | タイトル       | 作詞                                                      | 作曲                                                            | 時間 |
| -- | -------------- | --------------------------------------------------------- | --------------------------------------------------------------- | ---- |
| 1. | 「Gifted.」    | SKY-HI                                                    | Ryosuke "Dr.R" Sakai, SKY-HI, Carlo Redl                        | 3:42 |
| 2. | 「Kick Start」 | SOTA, SHUNTO, MANATO, RYUHEI, JUNON, RYOKI, LEO, Matt Cab | SOTA, SHUNTO, MANATO, RYUHEI, JUNON, RYOKI, LEO, Matt Cab, MATZ | 3:00 |
| 3. | 「First Step」 | Aile The Shota, Novel Core, SKY-HI                        | Aile The Shota, Novel Core, ☆Taku Takahashi, SKY-HI             | 3:19 |

| #  | タイトル                                        | 作詞 | 作曲・編曲 |
| -- | ----------------------------------------------- | ---- | ---------- |
| 1. | 「To The First Performance at Stellar Theater」 |      |            |
| 2. | 「Move On Performance at Stellar Theater」      |      |            |
| 3. | 「Be Free Performance at Stellar Theater」      |      |            |
| 4. | 「Shining One Performance at Stellar Theater」  |      |            |
| 5. | 「Gifted. Performance at Stellar Theater」      |      |            |
| 6. | 「THE FIRST #21」                               |      |            |

### B盤 (CD+DVD)
| #  | タイトル       | 作詞                                                      | 作曲                                                            | 時間 |
| -- | -------------- | --------------------------------------------------------- | --------------------------------------------------------------- | ---- |
| 1. | 「Gifted.」    | SKY-HI                                                    | Ryosuke "Dr.R" Sakai, SKY-HI, Carlo Redl                        | 3:42 |
| 2. | 「Kick Start」 | SOTA, SHUNTO, MANATO, RYUHEI, JUNON, RYOKI, LEO, Matt Cab | SOTA, SHUNTO, MANATO, RYUHEI, JUNON, RYOKI, LEO, Matt Cab, MATZ | 3:00 |
| 3. | 「First Step」 | Aile The Shota, Novel Core, SKY-HI                        | Aile The Shota, Novel Core, ☆Taku Takahashi, SKY-HI             | 3:19 |

| #  | タイトル                                   | 作詞 | 作曲・編曲 |
| -- | ------------------------------------------ | ---- | ---------- |
| 1. | 「Gifted. Music Video」                    |      |            |
| 2. | 「Gifted. Music Video -Behind The Scene-」 |      |            |

### 初回生産限定盤
| #  | タイトル       | 作詞                                                      | 作曲                                                            | 時間 |
| -- | -------------- | --------------------------------------------------------- | --------------------------------------------------------------- | ---- |
| 1. | 「Gifted.」    | SKY-HI                                                    | Ryosuke "Dr.R" Sakai, SKY-HI, Carlo Redl                        | 3:42 |
| 2. | 「Kick Start」 | SOTA, SHUNTO, MANATO, RYUHEI, JUNON, RYOKI, LEO, Matt Cab | SOTA, SHUNTO, MANATO, RYUHEI, JUNON, RYOKI, LEO, Matt Cab, MATZ | 3:00 |
| 3. | 「First Step」 | Aile The Shota, Novel Core, SKY-HI                        | Aile The Shota, Novel Core, ☆Taku Takahashi, SKY-HI             | 3:19 |
| 4. | 「Be Free」    | SKY-HI, STY                                               | Chaki Zulu, STY, SKY-HI                                         | 3:26 |

## チャート成績

### Billboard JAPAN
- Billboard JAPAN 総合ソング・チャート“JAPAN HOT 100”（集計期間：2021年11月1日 - 7日） - 1位[1]
- ビルボード HOT BUZZ SONG（集計期間：2021年11月1日 - 7日） - 1位[14][1]
- ビルボード HOT CONTACT SONG（集計期間：2021年11月1日 - 7日） - 1位 [1]
- Billboard JAPAN ストリーミングソングチャート（集計期間：2021年11月1日 - 7日） - 1位[15][1]
- Billboard JAPAN ダウンロードソングチャート（集計期間：2021年11月1日 - 7日） - 1位[16][1]

### オリコン
- オリコン週間ストリーミングランキング（2021年11月15日付） - 1位[3]
- オリコン週間デジタルシングル（単曲）ランキング（2021年11月15日付） - 1位[3]
- オリコン週間シングルランキング（2021年11月15日付） - 2位[17]

### iTunes
- iTunes総合ソングランキング - 1位[18]
- iTunesミュージックビデオランキング - 1位[18]

### YouTube
- YouTube Music 人気の曲トップ100 日本 - 1位[18]
- YouTube急上昇ランク #1[18]
- YouTube人気急上昇中の音楽 #1[18]

### LINE MUSIC
- LINE MUSIC ウィークリーソング Top100（集計期間：2021年11月3日 - 9日） - 1位[18]
- LINE MUSIC デイリーソング Top100 - 1位[18]
- LINE MUSIC リアルタイムソングTop100 - 1位[18]
- LINE MUSIC カラオケTop100 デイリー - 1位[18]
- LINE MUSIC ミュージックビデオ Top100 ウィークリー - 1位[18]
- LINE MUSIC ミュージックビデオ Top100 リアルタイム - 1位[18]

### Amazon
- Amazon Music人気急上昇中の楽曲 - 1位[18]
- Amazon デジタルミュージック 売れ筋ランキング - 1位[18]
- Amazon売れ筋ランキング - 1位[18]

### 楽天
- Rakuten Music ウィークリーランキング - 1位[18]
- Rakuten Music リアルタイムランキング - 1位[18]
- 楽天デイリーチャート - 1位[18]

### AWA
- AWAヒット曲トップ100 - 1位[18]
- AWAリアルタイム急上昇楽曲トップ100 - 1位[18]

### レコチョク
- レコチョクシングルランキング週間 - 1位[18]
- レコチョクシングルランキングデイリー - 1位[18]
- レコチョクビデオランキング週間 - 1位[18]
- レコチョクビデオランキングデイリー - 1位[18]

### dヒッツ
- dヒッツmyヒッツランキングデイリー - 1位[18]

### ドワンゴジェイピー
- ドワンゴジェイピーシングルウィークリーランキング - 1位[18]
- ドワンゴジェイピーシングルデイリーランキング - 1位[18]

### mora
- mora総合最新ランキングアルバム - 1位[18]
- moraビデオ週間ランキング - 1位[18]

### mu-mo
- mu-moダウンロードランキングデイリー - 1位[18]
- mu-moダウンロードランキングリアルタイム - 1位[18]
- mu-moデイリーランキング総合 - 1位[18]

### Uta-Net
- Uta-Netリアルタイムランキング - 1位[18]
- Uta-Netデイリーランキング - 1位[18]